# Istebna
Istebna – wieś w Polsce, położona w województwie śląskim, w powiecie cieszyńskim, siedziba gminy Istebna.
W latach 1954–1972 wieś należała do gromady Istebna i była siedzibą jej władz . W latach 1975–1998 wieś położona była w województwie bielskim.
Wieś leży w historycznych granicach regionu Śląska Cieszyńskiego. Powierzchnia sołectwa wynosi 4741 ha, a liczba ludności 5142 osoby, co daje gęstość zaludnienia równą 108,4 os./km².
Miejscowość turystyczna położona w Beskidzie Śląskim w pobliżu granicy z Czechami i Słowacją. Obejmuje dolinę górnej Olzy i stoki otaczających ją wzniesień. Centrum zabudowy na południowych zboczach Złotego Gronia leży na wysokości 580–630 m n.p.m. Krajobraz miejscowości to głównie tereny górzyste z zalesieniami. Wraz z Jaworzynką i Koniakowem tworzy tzw. Beskidzką Trójwieś.

## Integralne części wsi
| części wsi | Andziółówka, Beskid, Bryjowie, Brzestowy, Burowie, Bystry, Czadeczka, Czostkowa, Drobniawy, Dupny, Dzielec, Filipionka, Gazurowie, Gliniany, Haratykowie, Jasnowice, Kawulonka, Kawulowie, Kiepkowie, Kohutowie, Kościanowice, Kościół, Kubalonka, Kubalowie, Kulonkowie, Lanckorona, Leszczyna, Łączyna, Macurzonka, Matyska, Michałkowa Olza, Michałkowie, Mikowa Łąka, Mikowie, Mikszówka, Mlaskawka, Mraźnice, Murzynka, Na Las, Nowina, Olecki, Pietroszonka, Piła, Polanka, Polokowie, Połom, Potoczki, Rechtorzonka, Skała, Słowiaczonka, Stecówka, Suszkowie, Szarcowie, Szymcze, Tokarzonka, U Forotu, U Psujki, U Stawu, Wilcze, Wojtaszowie, Wojtkowie, Wysznie Pole, Za Doliną, Za Groń |

## Użytkowanie terenów
| Użytkowanie terenów                   | Powierzchnia [ha] |
| ------------------------------------- | ----------------- |
| Rolnictwo i leśnictwo                 | 4510,32           |
| Zabudowa mieszkaniowa                 | 98,76             |
| Usługi o charakterze publicznym       | 18,93             |
| Usługi o charakterze komercyjnym      | 9,17              |
| Wytwórczość                           | 4,56              |
| Obsługa techniczna i usługi komunalne | 1,14              |
| Komunikacja                           | 36,38             |
| Wody                                  | 61,74             |
| Ogółem                                | 4741,00           |

Źródło:.

## Historia
Pierwszą osadą na terenie Istebnej były Jasnowice, powstały one najprawdopodobniej w połowie XVI w.; urbarz z 1552 r. określa je jako świeżo założoną wieś. Pod koniec tego też wieku na stokach południowych Złotego Gronia pojawili się osadnicy, tworząc podstawy pod rozwój nowej wsi Istebna. Jednak pierwsza wzmianka o niej pojawiła się w urbarzu księstwa cieszyńskiego dopiero w 1621 r. – spisano w nim wszystkich osadników oraz ich powinności, które miały obowiązywać od 1643 r. Dlatego lata 1621–1643 uznawane są za okres kształtowania się organizacji wsi. Najstarsze zapisy w rejestrach gruntowych dotyczące Istebnej pochodzą z 1629 r. Osadnicy Istebnej zobowiązani byli wobec księcia cieszyńskiego do produkcji gontów, jak również do wyrębu drewna i spławiania go rzeką Olzą do Cieszyna. Drewna z Istebnej używano też m.in. do budowy szańców jabłonkowskich.
Pierwsi osadnicy przybyli do Istebnej z terenów zachodnich Górnego Śląska, jednak osiedlili się tu również pasterze wołoscy, dając początek późniejszym przysiółkom. Najprawdopodobniej przybyli oni z terenów Słowacji, skąd przynieśli nazwę wsi Istebna – istnieje bowiem już od XIII w. na Orawie miejscowość o nazwie Istebné. Wołosi zapoczątkowali miejscowe pasterstwo, które okazało się o wiele bardziej dochodowe niż rolnictwo (ziemia nie była urodzajna, a sezon wegetacyjny krótki). Niebawem po założeniu Istebnej tutejsi górale mieli już trzy szałasy (letnie gospodarstwa pasterskie) w górach. Jeden należał do Andrysków, drugi, który nazywał się Cienków, założył Szarzec, a trzeci o nazwie Barani należał do Hrubego. W nich ośmiu gospodarzy wypasało 1166 sztuk "bydła wałaskiego" (owiec i kóz). Oprócz tego przy swoich polach, pod górami, 19 pierwszych osadników pasło 372 sztuki bydła rogatego. Pasterstwo pozostało podstawowym zajęciem mieszkańców aż do połowy XIX w.

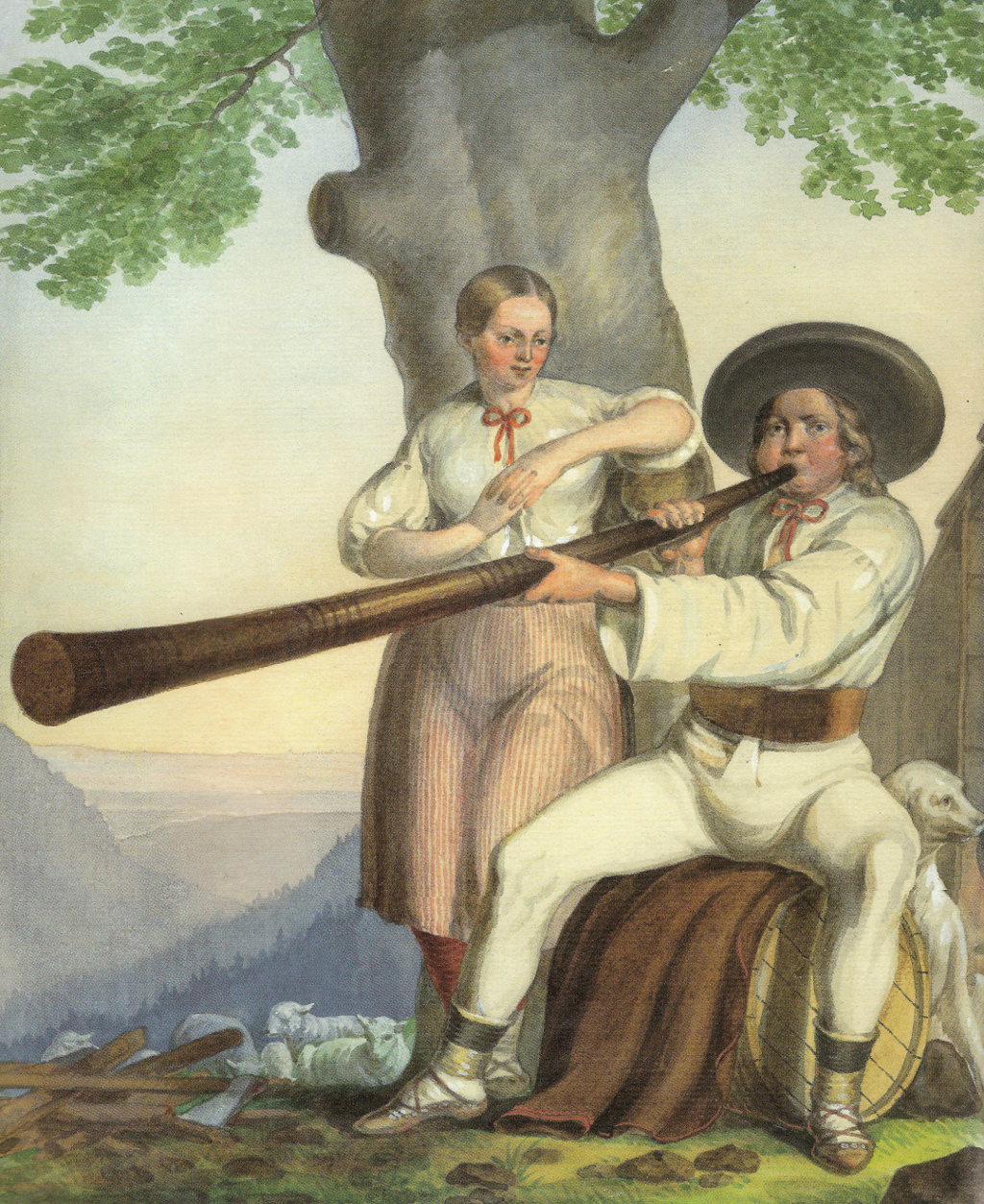
Henryk Jastrzembski: „Para góralska z Istebnej” (1846 r.)

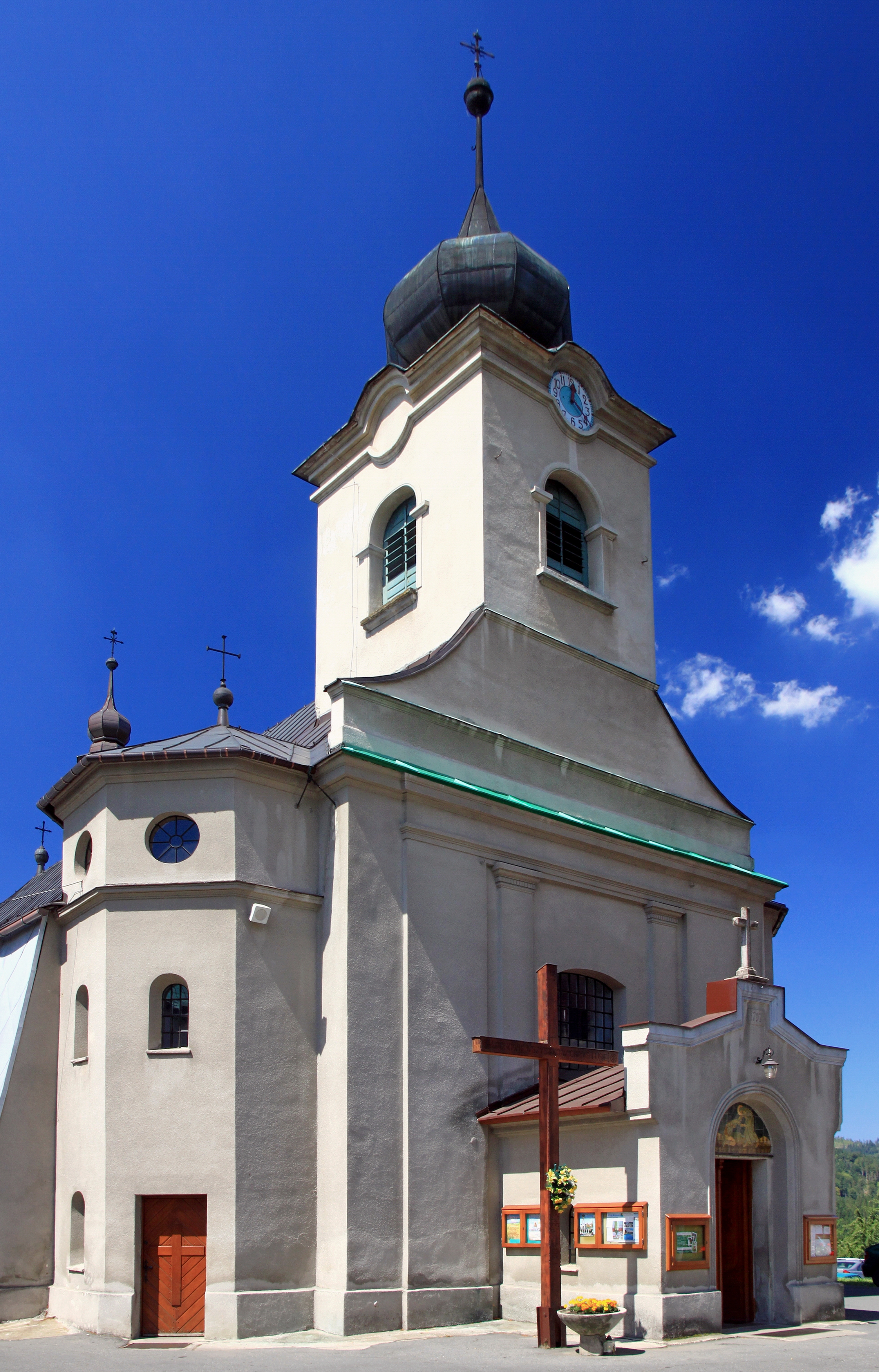
Kościół Dobrego Pasterza

Wołoskiego pochodzenia nazwa Istebna ma etymologię słowiańską: ps. *jьstъba, cs. istŭba „namiot”, starorus. istobka „łazienka”, por. pol. izba.
Pierwsza pieczęć gminy z 1702 r. obrazuje kozę ogryzającą drzewo, co symbolizuje wieloletnią walkę zarządu dóbr książęcych z hodowlą kóz przez górali i wypasaniem ich w lasach.
W 1716 r. do Jabłonkowa przybywa jezuita ks. Leopold Tempes z misją rekatolizacji miejscowych górali. Dotarł on niebawem do Istebnej, gdzie w 1720 r. zbudował drewnianą kaplicę, a nieopodal niej szkołę. Koszty comiesięcznego sprowadzenia księdza jak i utrzymania nauczyciela decyzją zwierzchności ponosili zarówno protestanci, jak i katolicy. Starania Tempesa co do wybudowania kościoła murowanego ziściły się dopiero w 1794 r., kiedy powstał obecny kościół Dobrego Pasterza, natomiast na 1819 r. datuje się powstanie nowej, murowanej szkoły obok kościoła. W tym samym roku nieopodal powstała gospoda „U Ujca”, która na wiele lat stała się centrum życia społecznego górali.
Od końca XVIII w. postępujący upadek szałaśnictwa, aż po jego kres poprzez zniesienie w 1853 r. serwitutów leśnych, zmusił górali do szukania innych form zarobku. Od końca tamtego wieku coraz więcej górali trudniło się pracą w lasach i furmanieniem. Rudę darniową wydobywaną w okolicy wożono do hut w Ustroniu i Węgierskiej Górce, a drewno do Cieszyna i Jabłonkowa. Część górali znalazła później pracę w hutach w Trzyńcu i Ustroniu.
Według austriackiego spisu ludności z 1900 r. w 379 budynkach w Istebnej na obszarze 4828 hektarów mieszkało 2212 osób, co dawało gęstość zaludnienia równą 45,8 os./km², z tego 2083 (94,2%) mieszkańców było katolikami, 123 (5,6%) ewangelikami, a 6 (0,3%) wyznawcami judaizmu; 2200 (99,5%) z nich posługiwała się językiem polskim, a 11 (0,5%) – niemieckim. Do 1910 r. liczba budynków wzrosła do 396, a mieszkańców – do 2245.
W listopadzie 1918 roku doszło we wsi i okolicach do akcji spontanicznego wyrębu lasów Komory Cieszyńskiej. Na wiecu ludności miejscowej przyjęto żądanie, by zamki i lasy Komory Cieszyńskiej „Przeszły na własność Narodu”. Od pierwszych dni wojny czechosłowacko-polskiej (23–30 stycznia 1919 r.) górale z Istebnej i Jaworzynki włączyli się do walki. Ponawiali ataki na linię kolejową Jabłonków–Czadca. W związku z tym Czesi, mimo zawarcia rozejmu 30 stycznia 1919 r., postanowili 2 lutego 1919 r. spacyfikować Istebną. Po ciężkich walkach, ponosząc straty, musieli wycofać się do Jabłonkowa. Po rozpadzie monarchii austro-węgierskiej oraz wojnie czechosłowacko–polskiej o Śląsk Cieszyński z 1919 r. wieś, na mocy decyzji Rady Ambasadorów, została przyznana Polsce. Nowe granice odcięły Istebną od jej centrum administracyjnego – Jabłonkowa – i dopiero otwarcie drogi przez przełęcz Kubalonkę w 1932 r. połączyło wieś z resztą polskiej części Śląska Cieszyńskiego.
W okresie międzywojennym w miejscowości stacjonował komisariat Straży Granicznej i placówka II linii SG „Istebna”. W 1930 r. został poświęcony kościół ewangelicki znajdujący się na wschodnim końcu wsi.
Już w latach 20. XX w. zwrócono uwagę na potencjalne turystyczne i uzdrowiskowe walory Istebnej. W 1924 r. w Cieszynie z inicjatywy Adama Stanisława Mickiewicza, dyrektora banku w Warszawie, założona została firma "Uzdrowisko Istebna", której zadaniem było utworzenie we wsi zespołu leczniczo-uzdrowiskowego. W 1928 r. przekształcono ją w spółkę akcyjną "Uzdrowisko Istebna". Plany zakładały stworzenie ośrodka leczniczego o ogólnopolskim charakterze, który byłby również w stanie przyciągnąć klientów z zagranicy. Niestety, mimo planów spółki oraz daleko posuniętej współpracy z mieszkańcami Istebnej, w roku 1930 firma przestała istnieć. W międzyczasie, w listopadzie 1928 r. Sejm Śląski przyjął uchwałę o budowie w Istebnej, na stokach Kubalonki, sanatorium dla dzieci i młodzieży, zagrożonych gruźlicą. W 1937 r. został tam oddany do użytku Wojewódzki Zespół Leczniczo-Wychowawczy im. J. Piłsudskiego (obecna nazwa: Wojewódzkie Centrum Pediatrii Kubalonka w Istebnej).

Archiwalne widoki Istebnej
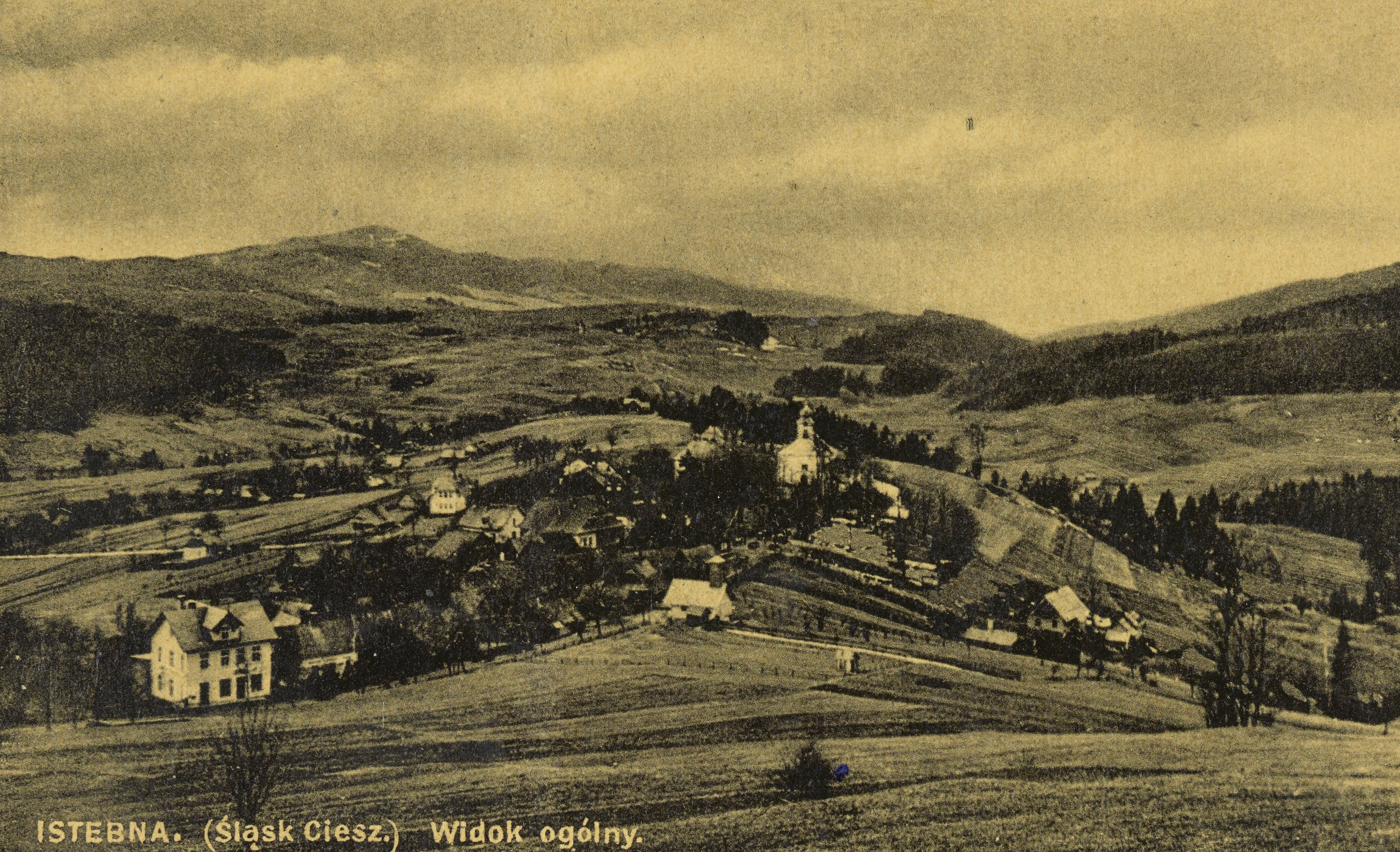
Widok ogólny przed 1937
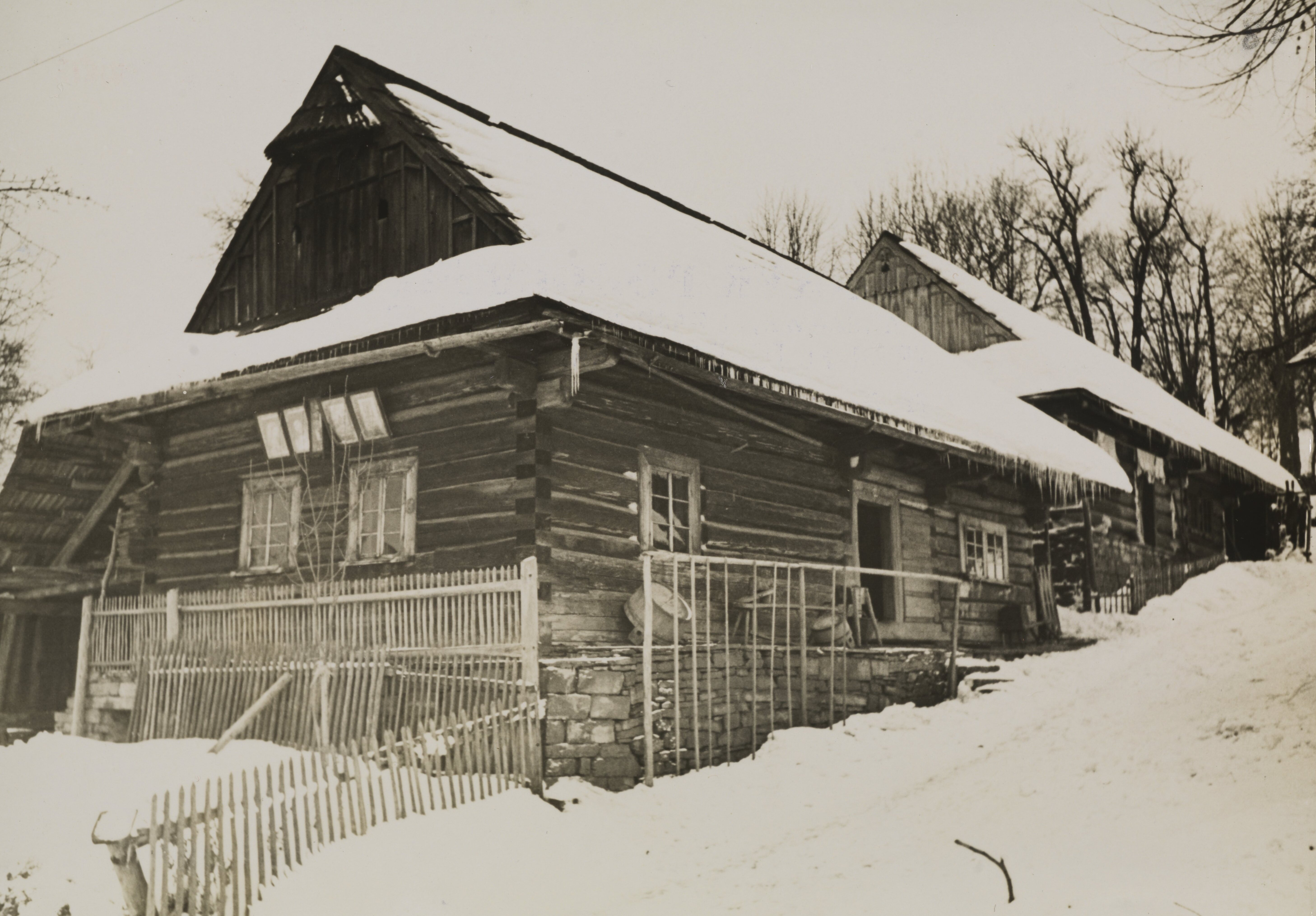
Chaty góralskie, około 1937
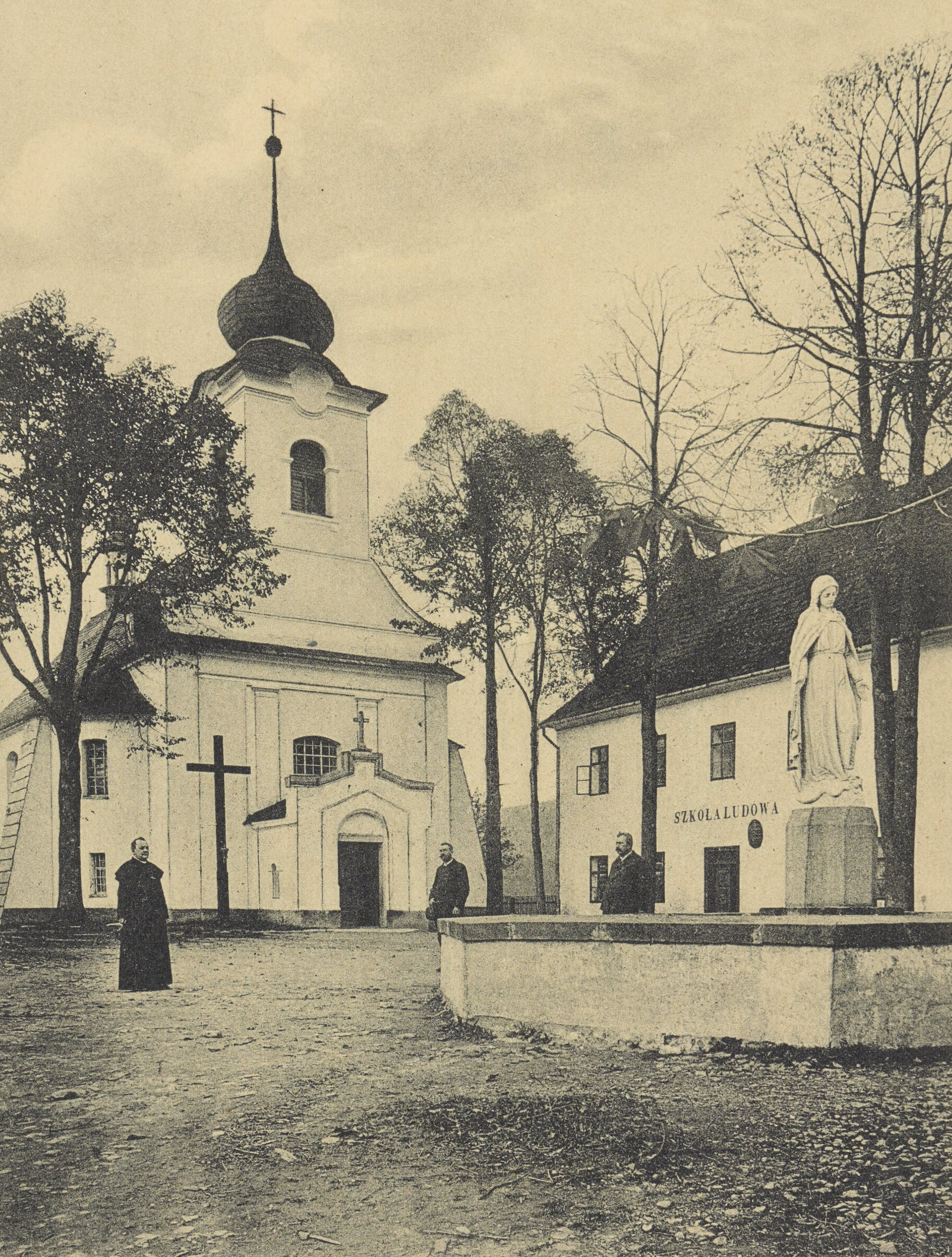
Kościół Dobrego Pasterza
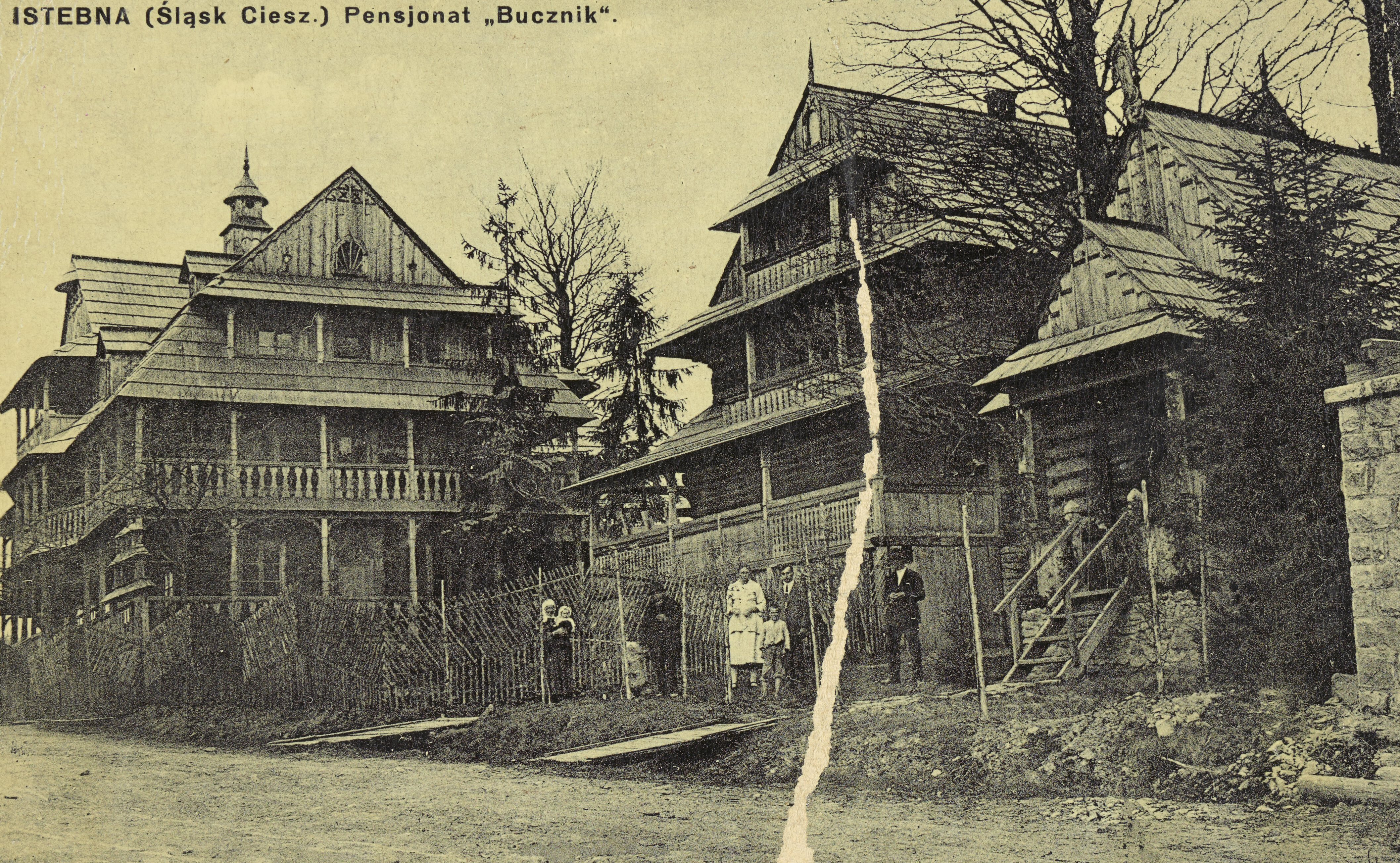
Pensjonat „Bucznik”, przed 1936
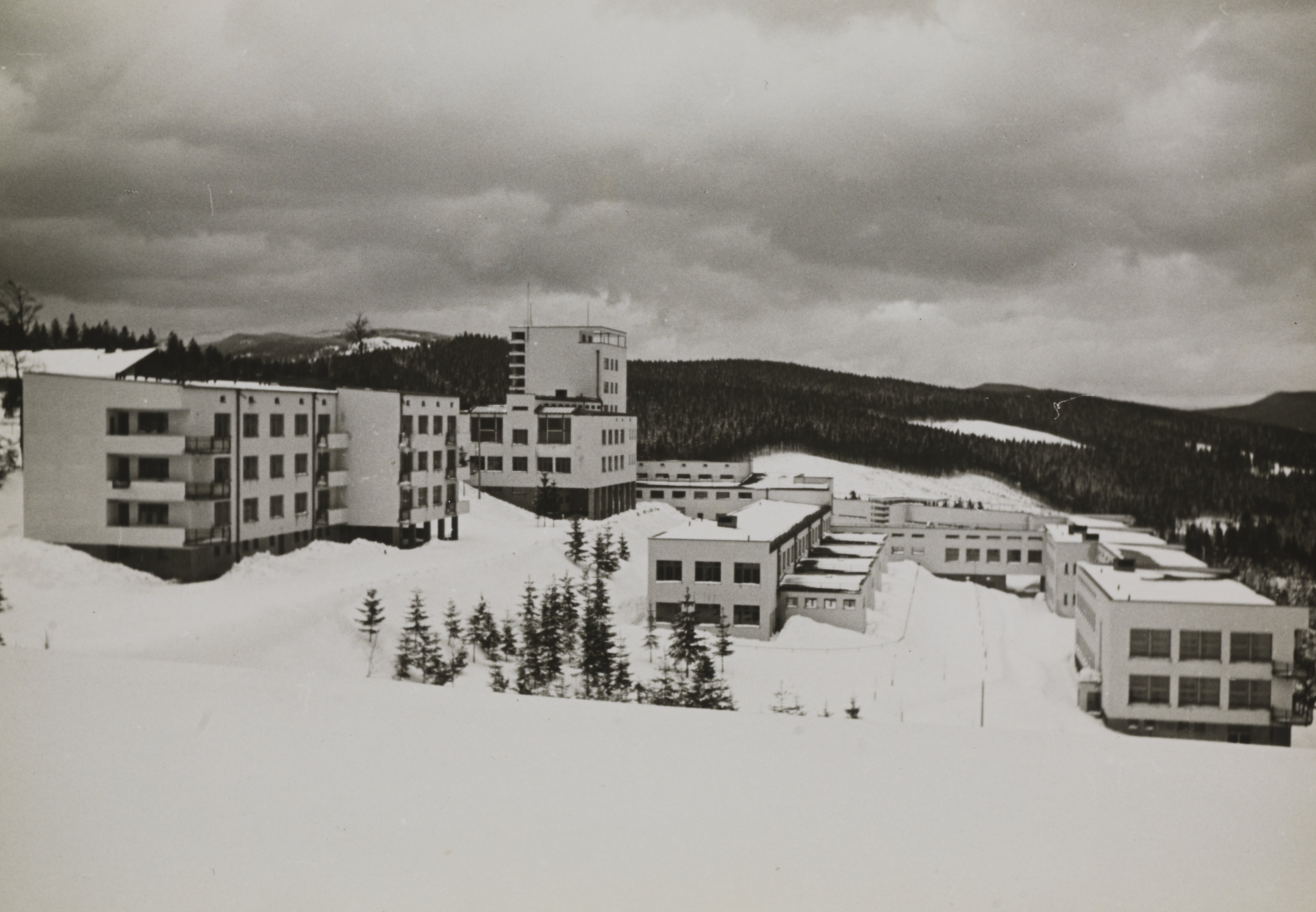
Sanatorium na Kubalonce, przed 1939
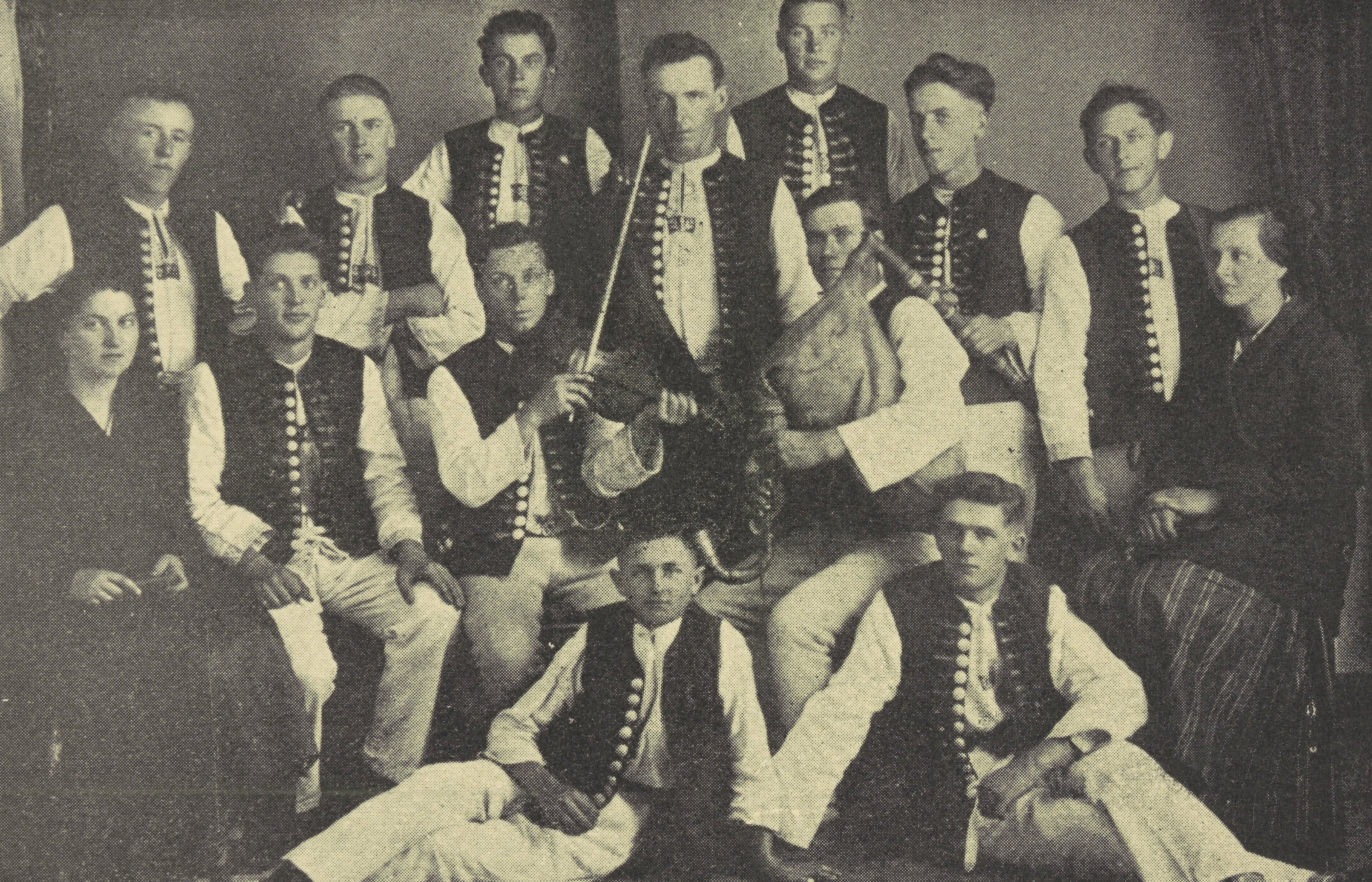
Grupa górali, po 1906

Do 21 grudnia 2007 r. w miejscowości funkcjonowało przejście graniczne Istebna-Bukovec, które na mocy Układu z Schengen zostało zlikwidowane.

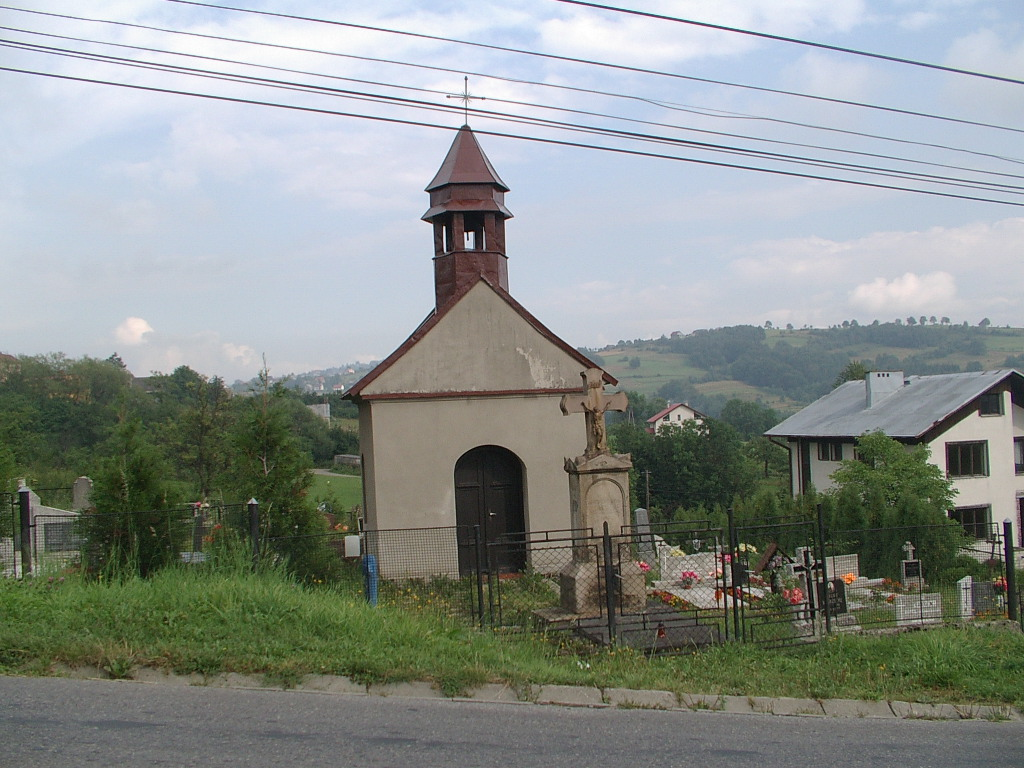
Cmentarz ewangelicki, widok w stronę Koniakowa

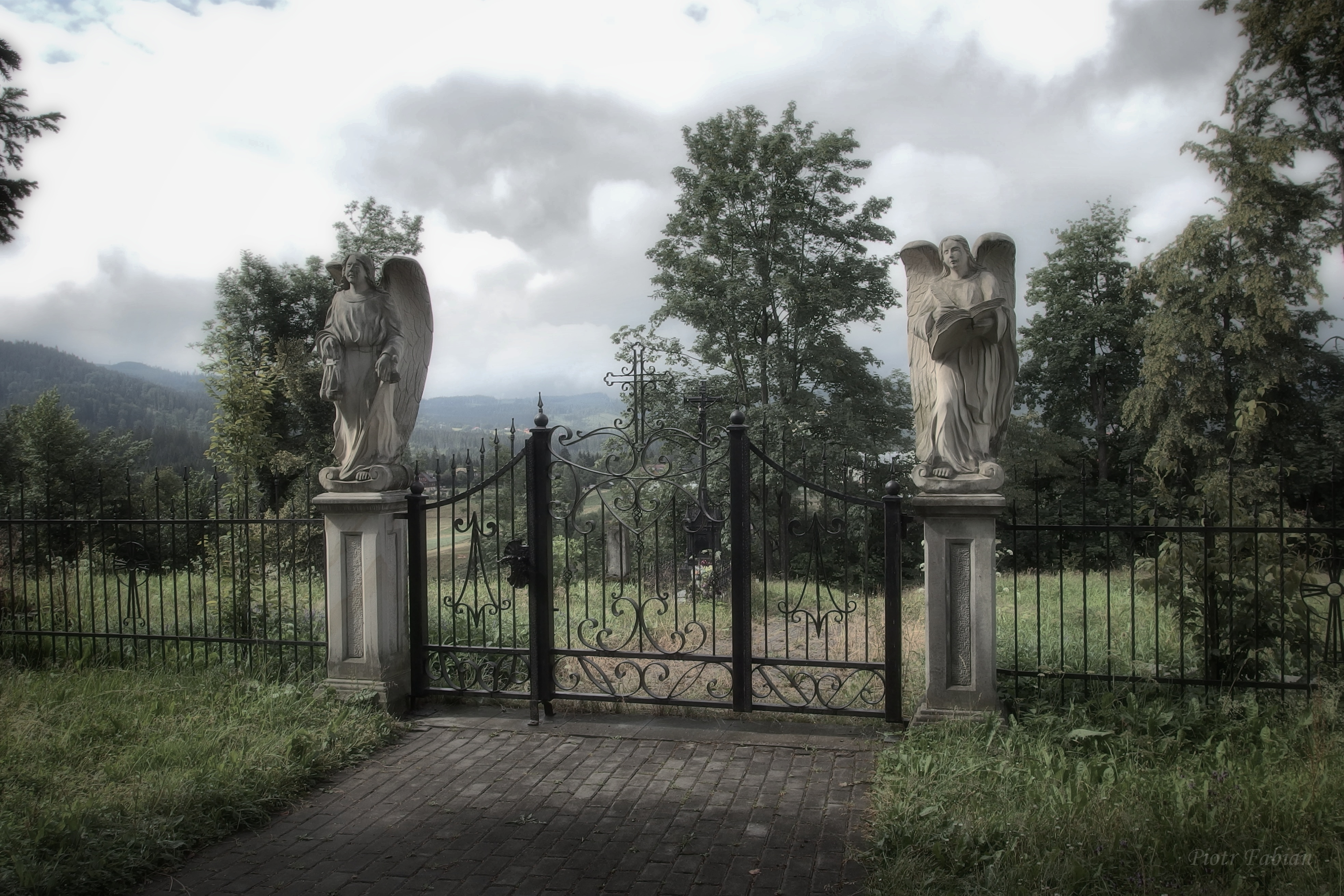
Wejście na stary cmentarz istebniański

## Gospodarka
Obecnie jedynie niewielka część ludności utrzymuje się z rolnictwa. Większość żyje z pracy w leśnictwie, usługach, obsłudze ruchu turystycznego lub z pracy w sąsiednich miastach: Wiśle, Ustroniu lub Skoczowie. Niewielka część mieszkańców nadal pracuje w kopalniach węgla kamiennego w rejonie Jastrzębia-Zdroju. Wieś jest ośrodkiem sportowym, szczególnie dzięki rozbudowanym narciarskim trasom biegowym na przełęczy Kubalonka oraz kompleksowi narciarskiemu Zagroń Istebna.

## Edukacja
- Gminne Przedszkole w Istebnej
- Szkoła Podstawowa nr 1 im. ks. Józefa Londzina
- Szkoła Podstawowa nr 2 im. Marii Konopnickiej
- Zespół Szkół im. dr. Stanisława Kopczyńskiego przy Wojewódzkim Centrum Pediatrii „Kubalonka” (w którego skład wchodzą: Szkoła Podstawowa i Liceum Ogólnokształcące nr 1)
- Zespół Szkół Ponadgimnazjalnych w Istebnej Zaolziu (w którego skład wchodzą: Liceum Profilowane, Liceum dla Dorosłych (wieczorowe) oraz Zasadnicza Szkoła Zawodowa)
- Ochronka Sióstr Służebniczek Istebna
- Ochronka Sióstr Służebniczek Istebna Andziółówka
- Zespół Pozalekcyjnych Zajęć Wychowawczych przy Wojewódzkim Centrum Pediatrii

## Wspólnoty wyznaniowe

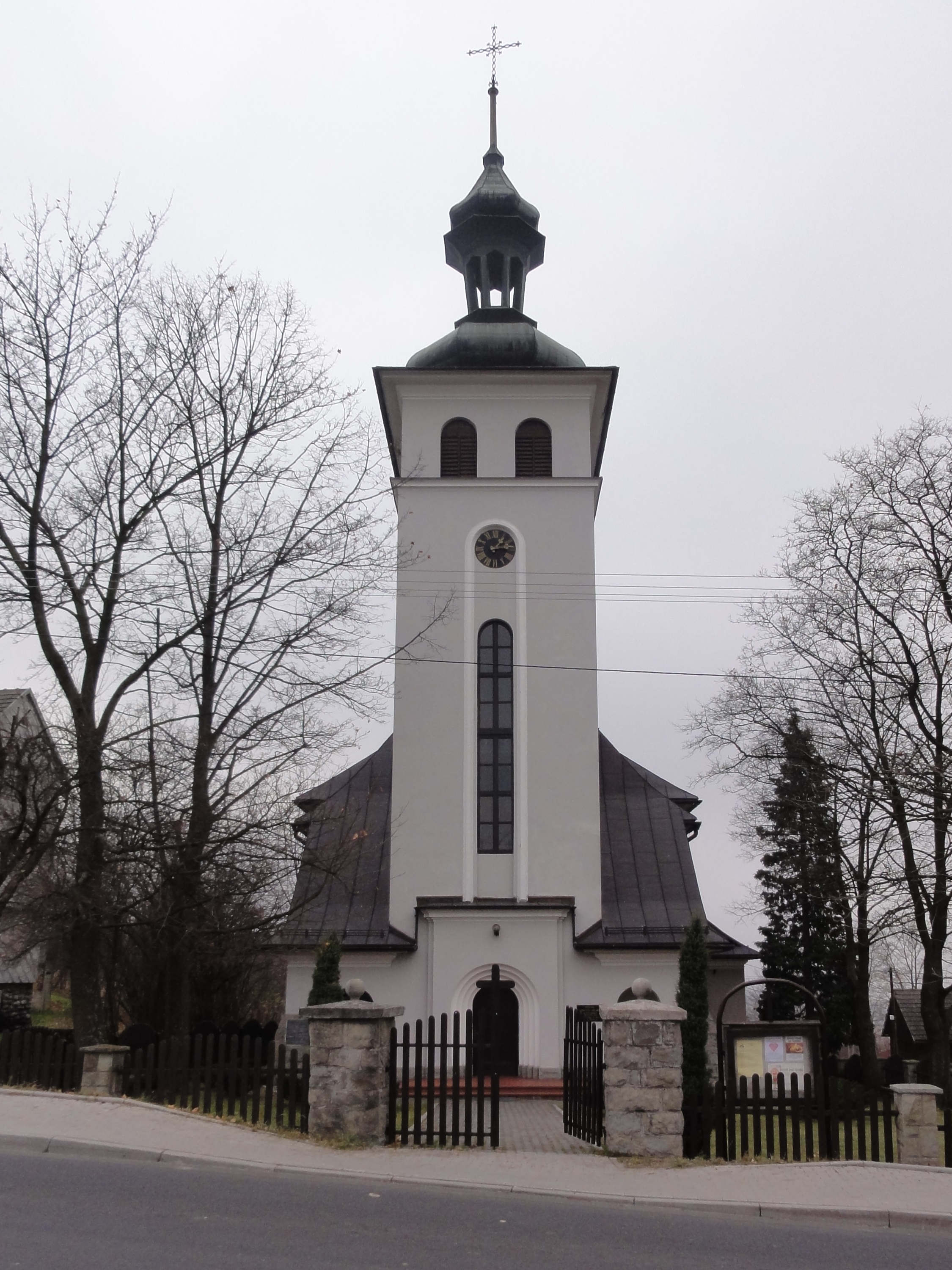
Kościół ewangelicki w Istebnej

### Kościół katolicki
Trzy parafie:
- parafia Dobrego Pasterza,
- parafia Podwyższenia Krzyża Świętego,
- parafia Matki Bożej Fatimskiej w Stecówce (z filią w Mlaskawce).

### Kościół ewangelicko-augsburski
Jedna parafia:
- parafia w Istebnej-Wojtoszach.

## Zabytki i atrakcje turystyczne
W miejscowości znajdują się:

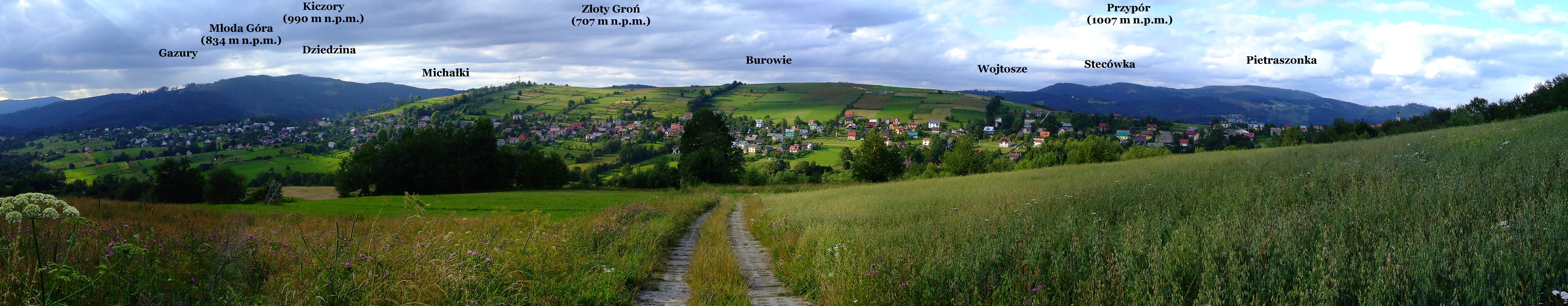

- Parafialny kościół katolicki pw. Dobrego Pasterza – znajdujący się w centrum wsi kościół powstał w latach 1792–1794 na miejscu wcześniejszej drewnianej kaplicy. Po rozbudowie w latach 1928–1929 kościół przybrał obecny kształt architektoniczny. Wewnątrz, w nawie głównej powstały wówczas polichromie autorstwa dwóch istebniańskich artystów ludowych: Ludwika Konarzewskiego i Jana Wałacha.
- Kurna chałupa Kawuloków (w lokalnej gwarze: kurlawo chałpa) – izba regionalna znajdująca się w chałupie góralskiej z XIX w. Chałupa była równocześnie warsztatem Jana Kawuloka (1899–1976), gawędziarza, twórcy instrumentów ludowych. Obiekt znajduje się na Szlaku Architektury Drewnianej województwa śląskiego.
- Przełęcz Kubalonka – znajdująca się na wysokości 761 m n.p.m.
- Parafialny kościół katolicki pw. Podwyższenia Krzyża Świętego – poniżej przełęczy Kubalonka. Jest to kościół drewniany, powstały w końcu XVIII w. w miejscowości Przyszowice w gminie Gierałtowice na Górnym Śląsku. W 1957 r. został przeniesiony do Istebnej. Wewnątrz – barokowy ołtarz i starsza od kościoła ambona z końca XVII w. Kościół znajduje się na Szlaku Architektury Drewnianej województwa śląskiego w pętli beskidzkiej.
- Budynek mieszkalny pod adresem Istebna 455, wybudowany w 1927, wpisany do rejestru zabytków (nr rej. A/1357/24 z 6 marca 2024)[16].
- Ośrodek Edukacji Ekologicznej Nadleśnictwa Wisła – jego zadaniem jest działalność edukacyjna na temat lokalnej flory i faunie.
- Kościół Matki Boskiej Fatimskiej na Stecówce – wzniesiony w 1958 r. i odbudowany po pożarze z 2013 r., jest przykładem współczesnego ludowego, drewnianego budownictwa sakralnego.
- Kościół ewangelicko-augsburski – wzniesiony w 1930 r. według projektu znanego wówczas śląskiego architekta Tadeusza Michejdy, poświęcony przez biskupa Kościoła Ewangelicko-Augsburskiego w Polsce ks. Juliusza Bursche. Po zniszczeniach wojennych kościół wyremontowano, a w nowym ołtarzu głównym umieszczono obraz Zbawiciela autorstwa Czesława Kuryatty z Wisły.

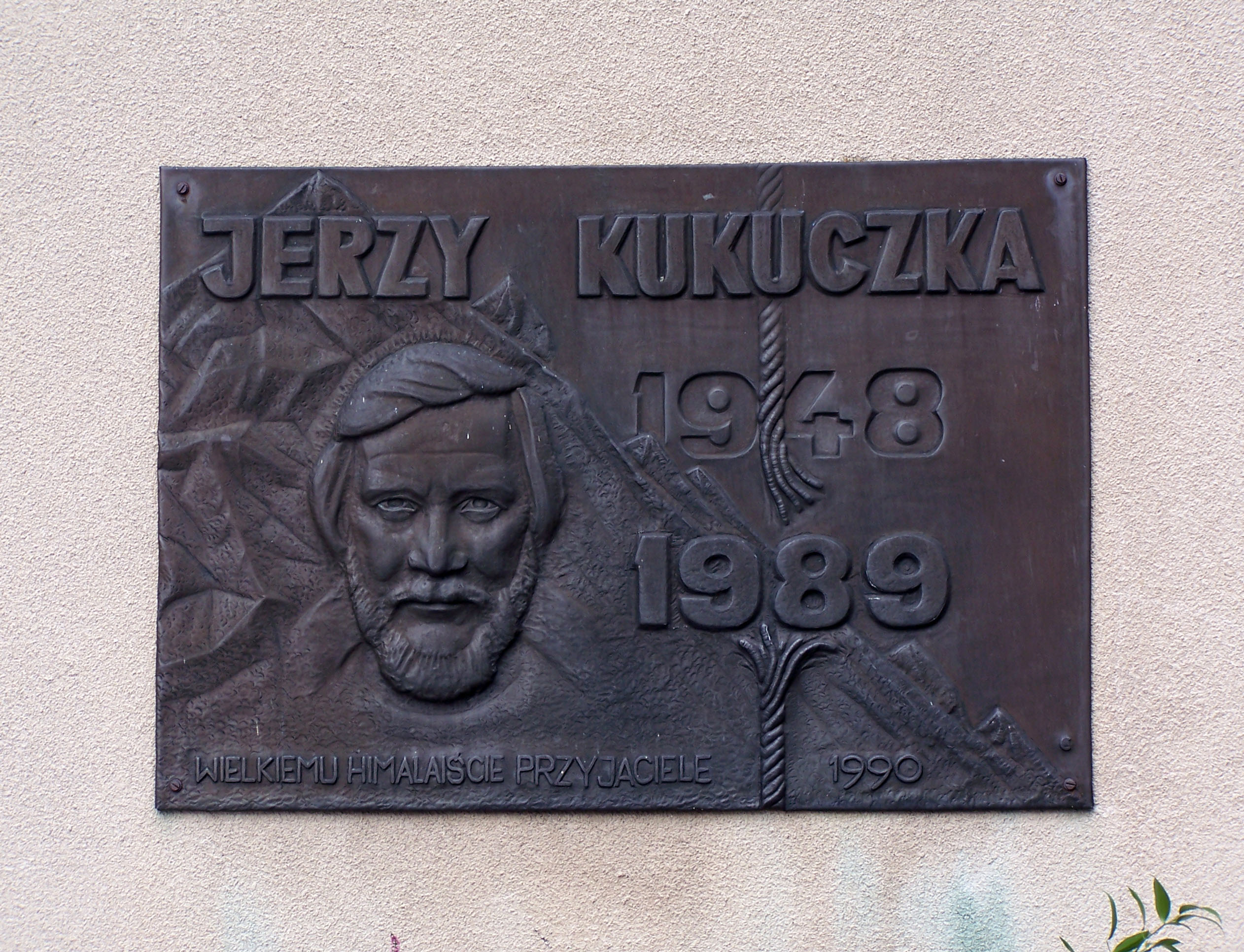
Tablica pamiątkowa upamiętniająca Jerzego Kukuczkę w Istebnej

- Kościół katolicki pw. Świętego Józefa na Mlaskawce – pierwotnie znajdował się na Trzycatku w Jaworzynce, skąd przeniesiono go na obecne miejsce w latach 90. XX w. Kościół został zbudowany w 1948 r. i nawiązuje on do lokalnych tradycji budowlanych.
- Muzeum prywatne Jana Wałacha – na Andziołówce. Kolekcja grafik, rysunków, obrazów i rzeźb w pracowni położonej koło dawnego domu artysty.
- Muzeum prywatne i galeria rodziny Konarzewskich – na Andziołówce-Buczniku. Kolekcja obrazów i prac reprezentujących inne dziedziny plastyki, tworzonych przez zmarłych i żyjących członków rodziny artystów. W pobliżu zachowała się również rodzinna kaplica wotywna Konarzewskich pw. NMP Królowej Korony Polskiej z 1923 r.
- Izba pamięci Jerzego Kukuczki na Wilczem pod Młodą Górą.

## Turystyka
W granicach administracyjnych Istebnej znajduje się Chatka AKT na Pietroszonce w przysiółku Pietroszonka.
W zimie działa tu kilka ośrodków narciarskich, w tym dwa duże:
- Kompleks Zagroń Istebna, w którym uruchomiono w 2009 r. pierwszy w Istebnej wyciąg krzesełkowy, w kompleksie tym działa również Park Wodny „Olza” i Centrum Zdrowia i Energii „Meridian”;
- Ośrodek Narciarski Złoty Groń w Istebnej, z 6-osobowym wyciągiem krzesełkowym oddanym do użytku w grudniu 2012 r.

### Piesze szlaki turystyczne
- Kiczory – Młoda Góra – Istebna Bucznik – Istebna Zaolzie – Chatka AKT na Pietroszonce – Schronisko PTTK Przysłop pod Baranią Górą – Barania Góra
- Głębce – Przełęcz Kubalonka – Istebna Zaolzie - Koniaków

### Trasy rowerowe
Przez miejscowość przechodzą następujące trasy rowerowe:
- międzynarodowy szlak rowerowy Greenways Kraków – Morawy – Wiedeń
- Główny Karpacki Szlak Rowerowy (621 km)
- czerwona trasa rowerowa nr 24 (pętla rowerowa Euroregionu Śląsk Cieszyński)
- zielona trasa rowerowa nr 253 – Istebna – Jaworzynka – Koniaków (28 km)